# فرنسيسكو فيغيروا
فرنسيسكو فيغيروا (بالإنجليزية: Francisco Figueroa)‏ (13 يونيو 1978 ببورتوريكو في الولايات المتحدة - ) هو ملاكم أمريكي.

## وصلات خارجية
- فرنسيسكو فيغيروا على موقع بوكس ريك (الإنجليزية) (registration required)